# 帕爾默號驅逐艦 (DD-161)
帕爾默號驅逐艦（舷號DD-161）是一艘美國海軍建造的驅逐艦，為維克斯級驅逐艦的87號艦。她是美軍第二艘以帕爾默為名的軍艦，以紀念在美國內戰時期的海軍軍官詹姆士·帕爾默（James Shedden Palmer）。
帕爾默號在1918年於霍河造船廠開始建造，在同年下水服役，其時第一次世界大戰已經結束。稍後帕爾默號被派往太平洋執勤，於1922年退役封存。第二次世界大戰爆發後，帕爾默號重返現役，並改裝為掃雷艦，先後參與火炬行動、吉爾伯特及馬紹爾群島戰役、關島戰役及仁牙因灣戰役。1945年1月帕爾默號遭日軍飛機擊沉。
帕爾默號在第二次世界大戰共獲五枚戰鬥之星。